# Port lotniczy Gurue
Port lotniczy Gurue (port. Aeroporto Gurue, IATA: VJQ – port lotniczy zlokalizowany w Gurue, w Mozambiku.